# ファビオ・バシレ
ファビオ・バシレ（Fabio Basile、1994年10月7日 - ）は、イタリアのリーヴォリ出身の柔道家。階級は66kg級。身長172cm。

## 人物
柔道は7歳の時に始めた。最初に出場した試合で負けたことがきっかけで闘争心に火がついて、必ずオリンピックチャンピオンになるんだと決意した。また、小さい頃は学校で体の大きな生徒からいじめにあってもいたが、柔道がいじめに立ち向かう勇気と自信を与えてくれたという。2010年のヨーロッパカデ選手権55 kg級で2位になった。その後階級を60 kg級まで上げると、2012年にはU23ヨーロッパ選手権、2013年には地中海競技大会でそれぞれ3位になった。2014年からは66 kg級に階級を上げると、ヨーロッパジュニアで3位、2015年からは新たにジェネラルマネージャーに就任した村上清の指導の下、U23ヨーロッパ選手権で優勝した。2016年にはヨーロッパ選手権で3位になった。リオデジャネイロオリンピックでは世界ランキング29位の中堅選手でありながら、1回戦でドイツのセバスティアン・ザイドルに袖釣込腰、2回戦でアゼルバイジャンのニジャット・シハリザダに送襟絞、続く準々決勝では実力者のダワードルジ・トゥムルフレグに合技でそれぞれ一本勝ちした。準決勝でもスロベニアのアドリアン・ゴムボッチを指導2で破ると、決勝では前年の世界チャンピオンである韓国のアン・バウルを背負落で破るなど、5試合のうち4試合で一本勝ちを収めて優勝を飾った。2017年には日体大で修業を積んだ。世界選手権では3回戦でアンと再戦すると、GSを含めて8分以上の戦いの末に指導2を取られて敗れた。試合後には絶叫しながらドアに拳を叩き付けるなどの悪態を付いた。その後階級を73 kg級に変更してグランドスラム・アブダビに出場するも、5位にとどまった。2018年のグランドスラム・エカテリンブルグでは3位になった。世界選手権では初戦でポルトガルの選手に一本負けするも、今大会で史上最年少優勝を果たしたウクライナの48 kg級の選手であるダリア・ビロディドと知り合いになり、付き合い始めることになった。2021年7月に日本武道館で開催された東京オリンピックでは初戦で韓国の安昌林に技ありで敗れた。その後階級を66㎏級に戻すと、2023年のグランプリ・リンツで3位になった。
IJF世界ランキングは1638ポイント獲得で、5位(23/5/29現在)。

## 主な戦績
55kg級での戦績
- 2010年 - ヨーロッパカデ選手権　2位
- 2010年 - ユースオリンピック　7位
- 2010年 - 世界ジュニア　3位

60kg級での戦績
- 2012年 - U23ヨーロッパ選手権　3位
- 2013年 - 地中海競技大会　3位

66kg級での戦績
- 2014年 - ヨーロッパジュニア　3位
- 2015年 - U23ヨーロッパ選手権　優勝
- 2016年 - アフリカオープン・カサブランカ　優勝
- 2016年 - グランプリ・トビリシ　2位
- 2016年 - ヨーロッパ選手権　3位
- 2016年 - リオデジャネイロオリンピック　優勝

73kg級での戦績
- 2017年 - グランドスラム・アブダビ　5位
- 2018年 -　グランドスラム・エカテリンブルグ　3位
- 2018年 - 地中海競技大会　3位
- 2018年 - グランプリ・ザグレブ　2位
- 2019年 - グランドスラム・パリ　3位
- 2019年 - グランドスラム・エカテリンブルグ　2位
- 2020年 -　グランプリ・テルアビブ　優勝
- 2020年 - ヨーロッパ選手権　5位
- 2021年 -　グランドスラム・アンタルヤ　優勝

66kg級での戦績
- 2023年 -　グランプリ・リンツ 3位

(出典、JudoInside.com)

## 出演動画番組
- Coffee With Céline - Fabio Basile - YouTube（Judoチャンネル）2020年4月7日[12][13]